# ذقيمة
ذَقِيمَة أو نِيموفيل أو محب الحَرَج أو عيون الطفل الزرقاء أو زهرة الأحراج (الاسم العلمي: Nemophila)، جنس نباتات عشبية حولية مُزهرة من فصيلة الحمحمية. أنواعه 11 مواطنها الرئيسية في غرب الولايات المتحدة، على الرغم من وجود بعض الأنواع أيضًا في غرب كندا والمكسيك، وفي جنوب شرق الولايات المتحدة.

## الأنواع
من أنواعها:
- ذقيمة ملطخة